# Epidendrum elleanthoides
Epidendrum elleanthoides är en orkidéart som beskrevs av Rudolf Schlechter. Epidendrum elleanthoides ingår i släktet Epidendrum och familjen orkidéer. Inga underarter finns listade i Catalogue of Life.